# Anthelephila coiffaitianus
Anthelephila coiffaitianus es una especie de coleóptero de la familia Anthicidae.

## Distribución geográfica
Habita en Gabón.